# 城巴41A線
城巴41A線是香港島的一條巴士路線，來往華富（中）及北角碼頭。本線與城巴42線同為往返華富邨及北角碼頭，但本線途經南風道、黃泥涌峽、大坑道及炮台山道往返，而後者取道香港仔隧道及銅鑼灣往返南區，因此兩者之服務對象不同。

## 歷史
- 1976年11月6日：41A線前身41線開辦，由中巴經營，成為首條來往香港仔及港島東區、以及第3條來往港島南區及東區的巴士路線。開辦初期路線總站設於北角碼頭及華富（北），途經南風道、黃泥涌峽道、大坑道、勵德邨及雲景道。
- 1977年1月23日：因應海洋公園開幕，假日班次繞經海洋公園；1985年11月18日取消這項安排。
- 1977年9月16日：總站遷往華富（中）。
- 1977年9月26日：41線延長服務時間至晚上。
- 1983年5月2日：因香港仔隧道的開通，路線乘客量下降，服務時間縮短至早上及傍晚時分。
- 1997年4月21日：中巴放棄經營41線，同日城巴接辦41線，更名為41A線並改為全線空調巴士行駛，尾班車從19:00延長至23:00。並在上課日早上時間增加途經寶馬山校區的特別班次，但一般學生通常不會在早上花費$6.9由北角乘車上寶馬山，因此變成了寶馬山往南區的特別班次。
- 2000年7月1日：逢星期六及假日部份班次再度途經海洋公園。
- 2015年5月17日：逢星期六、日及公眾假期全日不再繞經海洋公園
- 2017年11月6日：所有班次新增與25A的八達通轉乘優惠。
- 2018年2月12日：增設實時抵站時間查詢服務。
- 2023年9月11日：因應76更改服務時間，新增由黃竹坑道「業興街」往黃泥涌峽道「怡園」站之$6.5短途分段收費；新增與1M、6、8X、66及70P線之轉乘優惠[1]。

## 服務時間及班次
| 華富（中）開     | 華富（中）開        | 華富（中）開        | 北角碼頭開       | 北角碼頭開                 | 北角碼頭開                 |       |
| 日期             | 服務時間            | 班次（分鐘）        | 日期             | 服務時間                   | 班次（分鐘）               |       |
| ---------------- | ------------------- | ------------------- | ---------------- | -------------------------- | -------------------------- | ----- |
| 星期一至五       | 06:30-08:10         | 20                  | 星期一至五       | 06:45、06:55               | 06:45、06:55               |       |
| 星期一至五       | 08:30               | 08:30               | 星期一至五       | 07:00、07:10               | 07:00、07:10               |       |
| 星期一至五       | 08:45-09:45         | 20                  | 星期一至五       | 07:20-08:00                | 20                         |       |
| 星期一至五       | 10:00-16:00         | 20                  | 星期一至五       | 08:25、08:50、09:05、09:25 | 08:25、08:50、09:05、09:25 |       |
| 星期一至五       | 16:15               | 16:15               | 星期一至五       | 09:40-12:40                | 20                         |       |
| 星期一至五       | 16:30-17:30         | 20                  | 星期一至五       | 12:55                      | 12:55                      |       |
| 星期一至五       | 17:55、18:25、18:55 | 17:55、18:25、18:55 | 星期一至五       | 13:10-17:50                | 20                         |       |
| 星期一至五       | 19:20-23:00         | 20                  | 星期一至五       | 18:15、18:40、18:59、19:25 | 18:15、18:40、18:59、19:25 |       |
|                  |                     |                     | 星期一至五       | 19:50-20:30                | 20                         |       |
| 20:45            |                     |                     | 星期一至五       |                            |                            |       |
| 21:00-23:00      | 20                  |                     | 星期一至五       |                            |                            |       |
| 星期六           | 06:30-07:50         | 20                  | 星期六           | 06:45                      | 06:45                      | 06:45 |
| 星期六           | 08:05               | 08:05               | 星期六           | 07:00-08:40                | 20                         |       |
| 星期六           | 08:20-23:00         | 20                  | 星期六           | 08:55                      | 08:55                      |       |
|                  |                     |                     | 星期六           | 09:10-12:30                | 20                         |       |
| 12:45            |                     |                     | 星期六           |                            |                            |       |
| 13:00-23:00      | 20                  |                     | 星期六           |                            |                            |       |
| 星期日及公眾假期 | 07:00-23:00         | 20                  | 星期日及公眾假期 | 07:15、07:33               | 07:15、07:33               |       |
|                  |                     |                     | 星期日及公眾假期 | 07:50-19:30                | 20                         |       |
| 19:45            |                     |                     | 星期日及公眾假期 |                            |                            |       |
| 20:00-23:00      | 20                  |                     | 星期日及公眾假期 |                            |                            |       |

特別班次（繞經寶馬山學校區及寶馬山巴士總站）
- 華富（中）開出：14:40、15:20
- 北角碼頭開出：07:00、07:20

## 收費
全程：$8.9
- 業興街往怡園或之前：$6.5
- 怡園往北角碼頭／大坑道往華富（中）：$6.7
- 勵德邨德全樓往北角碼頭：$5.3
- 黃竹坑體育館往華富（中）：$4.5

| - 本線設有12歲以下小童及65歲或以上長者半價優惠。 - 65歲或以上香港居民使用「樂悠咭」，以及12歲以下合資格殘疾兒童使用「殘疾人士身份」個人八達通繳付車資，均可享有每程$2.0或半價（以較低者為準）的票價優惠；12至64歲合資格殘疾人士使用「殘疾人士身份」個人八達通（包括「樂悠咭」），以及60至64歲香港居民使用「樂悠咭」繳付車資，均可享有每程$2.0或全費（以較低者為準）的票價優惠。 - 65歲或以上長者如使用長者或一般個人八達通繳付車資，則只可享有半價優惠；12至64歲合資格殘疾人士如不使用「殘疾人士身份」個人八達通，以及60至64歲人士如不使用「樂悠咭」繳付車資，必須繳付全費。 - 乘客可以現金或八達通於上車時付款，不設找續。 - 每位成人乘客可免費攜帶最多兩名4歲以下而不佔座位的兒童乘客乘車，超額之4歲以下小童必須繳付小童車費乘車。 - 九龍巴士、城巴及龍運巴士全職員工及家屬（不包括外判職員）可免費乘搭本路線，惟必須拍職員或職員家屬八達通。 - 乘客亦可使用AlipayHK「易乘碼」、支付寶、WeChatHK／微信支付「搭車碼」、銀聯雲閃付「乘車碼」及BOC Pay「乘車碼」、具有感應式支付功能的VISA、Mastercard及銀聯卡，以及Apple Pay、Google Pay及Samsung Pay流動支付平台繳付車資。使用此支付方式的乘客可享有中途下車之分段收費，以及與其他城巴獨營路線或聯營線城巴班次之轉乘優惠，惟不適用於與非城巴路線之轉乘優惠。乘客亦不能享有「公共交通費用補貼計劃」及「長者及合資格殘疾人士公共交通票價優惠計劃」。 - 帶粗體字者為雙向分段收費，乘客必須使用八達通或指定交通二維碼繳費，並於下車前再次確認八達通或掃瞄二維碼，方可享有分段收費優惠。 |

### 巴士轉乘計劃
乘客登上本線後指定時間內以同一張八達通卡轉乘以下路線，或從以下路線登車後指定時間內以同一張八達通卡轉乘本線，次程可獲車資折扣優惠：
41A←→25A，轉乘時限90分鐘
- 41A往北角 → 25A往寶馬山，次程車資全免，優惠只適用於大坑道或之前登上41A的乘客
- 25A往灣仔 → 41A往華富，回贈首程車資

41A往北角 → 608往九龍城，轉乘時限120分鐘
- 於怡園之前登上路線41A，次程可獲$5.3折扣優惠。
- 於怡園至大坑道登上路線41A，次程可獲$4折扣優惠。
- 於勵德邨或之後登上路線41A，回贈首程車資。

41A往北角 → 986往沙田圍，次程可獲$3折扣優惠，轉乘時限120分鐘

## 行車路線
華富（中）開經：華富道、石排灣道、香港仔大道、黃竹坑道、南風道、深水灣道、黃泥涌峽道、大坑道、勵德邨道、怡景道、雲景道、寶馬山道、天后廟道、炮台山道、大強街、電氣道、渣華道、書局街、渣華道及電照街。
斜體字之路段於星期一至五（只適用於上課日）的14:40、15:20 班次繞經。
北角碼頭開經：琴行街、英皇道、炮台山道、天后廟道、寶馬山道、雲景道、怡景道、勵德邨道、大坑道、黃泥涌峽道、深水灣道、南風道、黃竹坑道、香港仔海傍道、石排灣道及華富道。
斜體字之路段於星期一至五（只適用於上課日）的07:00、07:20班次繞經。

### 沿線車站
| 華富（中）開 | 華富（中）開           | 華富（中）開           | 北角碼頭開 | 北角碼頭開             | 北角碼頭開             |
| 序號         | 車站名稱               | 位置                   | 序號       | 車站名稱               | 位置                   |
| ------------ | ---------------------- | ---------------------- | ---------- | ---------------------- | ---------------------- |
| 1            | 華富（中）             | 華富（中）巴士總站     | 1          | 北角碼頭               | 北角碼頭公共運輸交匯處 |
| 2            | 華富（南）             | 華富（南）巴士總站     | 2          | 琴行街                 | 英皇道                 |
| 3            | 華富邨華安樓           | 華富道                 | 3          | 美麗閣                 | 英皇道                 |
| 4            | 田灣街                 | 石排灣道               | 4          | 新時代廣場             | 英皇道                 |
| 5            | 聖伯多祿堂             | 香港仔大道             | 5          | 聖彼得堂               | 炮台山道               |
| 6            | 漁暉道                 | 香港仔大道             | 6          | 富嘉閣                 | 炮台山道               |
| 7            | 業漁大廈               | 香港仔大道             | 7*         | 張祝珊英文中學         | 雲景道                 |
| 8            | 甄沾記大廈             | 黃竹坑道               | 8*         | 雲景道配水庫遊樂場     | 雲景道                 |
| 9            | 業興街                 | 黃竹坑道               | @          | 衡峰閣                 | 天后廟道               |
| 10           | 黃竹坑遊樂場           | 黃竹坑道               | @          | 珊瑚閣                 | 天后廟道               |
| 11           | 葛量洪醫院             | 黃竹坑道               | @          | 雲峰大廈               | 天后廟道               |
| 12           | 港大同學會書院         | 南風道                 | @          | 北角配水庫遊樂場       | 天后廟道               |
| 13           | 南島中學               | 南風道                 | @          | 百福道                 | 天后廟道               |
| 14           | 深水灣道               | 深水灣道               | @          | 桂華山中學             | 雲景道                 |
| 15           | 大潭水塘道             | 黃泥涌峽道             | @          | 富麗園                 | 雲景道                 |
| 16           | 香港網球中心           | 黃泥涌峽道             | @          | 萬德閣                 | 雲景道                 |
| 17           | 怡園                   | 黃泥涌峽道             | @          | 雲景台                 | 雲景道                 |
| 18           | 瑪利曼小學             | 大坑道                 | 9          | 北角官立小學雲景道     | 怡景道                 |
| 19           | 畢拉山道               | 大坑道                 | 10         | 怡景道                 | 怡景道                 |
| 20           | 渣甸山花園大廈         | 大坑道                 | 11         | 勵德邨勵潔樓           | 勵德邨道               |
| 21           | 白建時道               | 大坑道                 | 12         | 勵德邨邨榮樓           | 勵德邨道               |
| 22           | 瑞士花園               | 大坑道                 | 13         | 上林                   | 大坑道                 |
| 23           | 龍風臺                 | 大坑道                 | 14         | 昍逵閣                 | 大坑道                 |
| 24           | 大寶閣                 | 大坑道                 | 15         | 宏豐臺                 | 大坑道                 |
| 25           | 優悠台                 | 大坑道                 | 16         | 龍風臺                 | 大坑道                 |
| 26           | 香港真光中學           | 大坑道                 | 17         | 瑞士花園               | 大坑道                 |
| 27           | 勵德邨德全樓           | 勵德邨道               | 18         | 佛教李嘉誠護理安老院   | 大坑道                 |
| 28           | 怡景道                 | 怡景道                 | 19         | 白建時道               | 大坑道                 |
| 29           | 北角官立小學（雲景道） | 怡景道                 | 20         | 樂活道                 | 大坑道                 |
| @            | 海景台                 | 雲景道                 | 21         | 畢拉山道               | 大坑道                 |
| @            | 恆景園                 | 雲景道                 | 22         | 雅麗閣                 | 大坑道                 |
| @            | 雲峰大廈               | 雲景道                 | 23         | 大坑道                 | 黃泥涌峽道             |
| @            | 蘇浙公學               | 寶馬山道               | 24         | 香港網球中心           | 黃泥涌峽道             |
| @            | 豪景                   | 寶馬山道               | 25         | 黃泥涌水塘公園         | 黃泥涌峽道             |
| @            | 天寶大廈               | 天后廟道               | 26         | 深水灣道               | 南風道                 |
| @            | 北角配水庫遊樂場       | 天后廟道               | 27         | 南島中學               | 南風道                 |
| @            | 雲峰大廈               | 天后廟道               | 28         | 黃竹坑老人服務綜合大樓 | 南風道                 |
| @            | 珊瑚閣                 | 天后廟道               | 29         | 黃竹坑體育館           | 黃竹坑道               |
| @            | 衡峰閣                 | 天后廟道               | 30         | 黃竹坑遊樂場           | 黃竹坑道               |
| 30*          | 協同中學               | 雲景道                 | 31         | 南朗山道               | 黃竹坑道               |
| 31           | 金文泰中學             | 炮台山道               | 32         | 勝利工廠大廈           | 黃竹坑道               |
| 32           | 城市花園               | 電器道                 | 33         | 逸港居                 | 香港仔海傍道           |
| 33           | 粵華酒店               | 渣華道                 | 34         | 香港仔海濱公園         | 香港仔海傍道           |
| 34           | 渣華道市政大廈         | 渣華道                 | 35         | 香港仔魚類批發市場     | 香港仔海傍道           |
| 35           | 北角碼頭               | 北角碼頭公共運輸交匯處 | 36         | 田灣街                 | 石排灣道               |
|              |                        |                        | 37         | 華富邨華樂樓           | 華富道                 |
| 38           | 華富商場               |                        |            |                        | 華富道                 |
| 39           | 華富邨華清樓           |                        |            |                        | 華富道                 |
| 40           | 培英中學               |                        |            |                        | 華富道                 |
| 41           | 華富（中）             | 華富（中）巴士總站     |            |                        |                        |

- 註

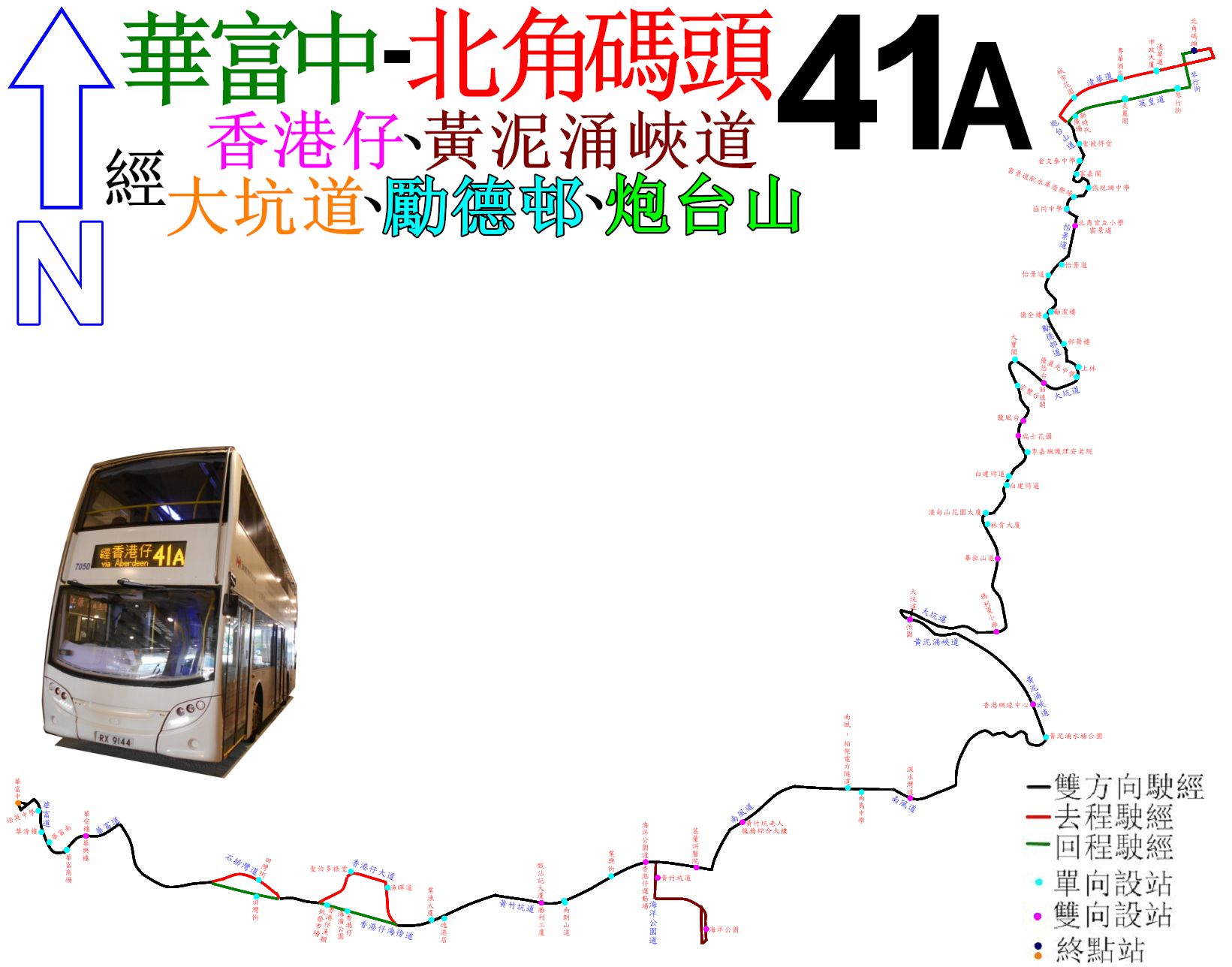
此線常規班次的走線圖

1. 有 @ 號之車站祗限星期一至五上課日以下班次使用，不經有 * 號之車站：
  1. 華富開：14:40、15:20
  2. 北角開：07:00、07:20

## 本線乘客的主要乘車模式
- 寶馬山東部、勵德邨及渣甸山一帶居民來往南區／北角
- 有部份欲避開香港仔隧道塞車之乘客，寧願改用本線來往南區至北角
- 黃竹坑道、香港仔及田灣前往華富（因本路線比48線貴幾角錢並在乘車時間比城巴42線穩定，亦可作為42及48兩線的輔助角色）
- 若是在天氣良好的夜間乘搭本線，於大坑道可以遠眺維多利亞港的夜景

## 外部連結
新巴/城巴官方網站路線資料：一般班次（页面存档备份，存于） 特別班次（页面存档备份，存于）
- 城巴41A線詳細時間表 （页面存档备份，存于）